# Italie au Concours Eurovision de la chanson 1975
L'Italie a participé au Concours Eurovision de la chanson 1975, qui a eu lieu le 22 mars 1975 à Stockholm, en Suède. C'est la 20e participation italienne au Concours Eurovision de la chanson.

## À l'Eurovision
Le pays est représenté par le duo Wess et Dori Ghezzi avec la chanson Era, sélectionnés en interne par le diffuseur italien Radiotelevisione Italiana (RAI).
Comme d'habitude, la RAI a choisi à la fois la chanson et les interprètes en interne. Wess Johnson et Dori Ghezzi chantaient ensemble depuis le début des années 1970 et avaient connu une série de succès en Italie.

### Points attribués par l'Italie
| 12 points | Suisse      |
| 10 points | Luxembourg  |
| 8 points  | France      |
| 7 points  | Norvège     |
| 6 points  | Espagne     |
| 5 points  | Monaco      |
| 4 points  | Irlande     |
| 3 points  | Royaume-Uni |
| 2 points  | Israël      |
| 1 point   | Pays-Bas    |

### Points attribués à l'Italie
| 12 points  | 10 points                                                         | 8 points     | 7 points  | 6 points                       |
| ---------- | ----------------------------------------------------------------- | ------------ | --------- | ------------------------------ |
| - Finlande | - Royaume-Uni - Yougoslavie - Suisse - Turquie - Portugal - Malte |              | - Espagne | - Irlande - Belgique - Norvège |
| 5 points   | 4 points                                                          | 3 points     | 2 points  | 1 point                        |
| - Israël   | - France - Allemagne                                              | - Luxembourg |           | - Suède - Monaco               |

Wess et Dori Ghezzi interprètent Era en 19e et dernière position — la deuxième fois consécutive que l'Italie interprète sa chanson en dernier — sur la scène après la Suède. Au terme du vote final, l'Italie termine 3e sur 19 pays avec 115 points.